# Dia das Barricadas
O "Dia das Barricadas" designa o levante popular que explode em Paris no dia 12 de Maio de 1588, durante a Oitava Guerra Religiosa na França. Este levante é gerado pelo « Conselho dos Dezesseis » - « Conseil des Seize » (fr) - composto pelos dezesseis representantes dos bairros de Paris e pelo Duque de Guise.

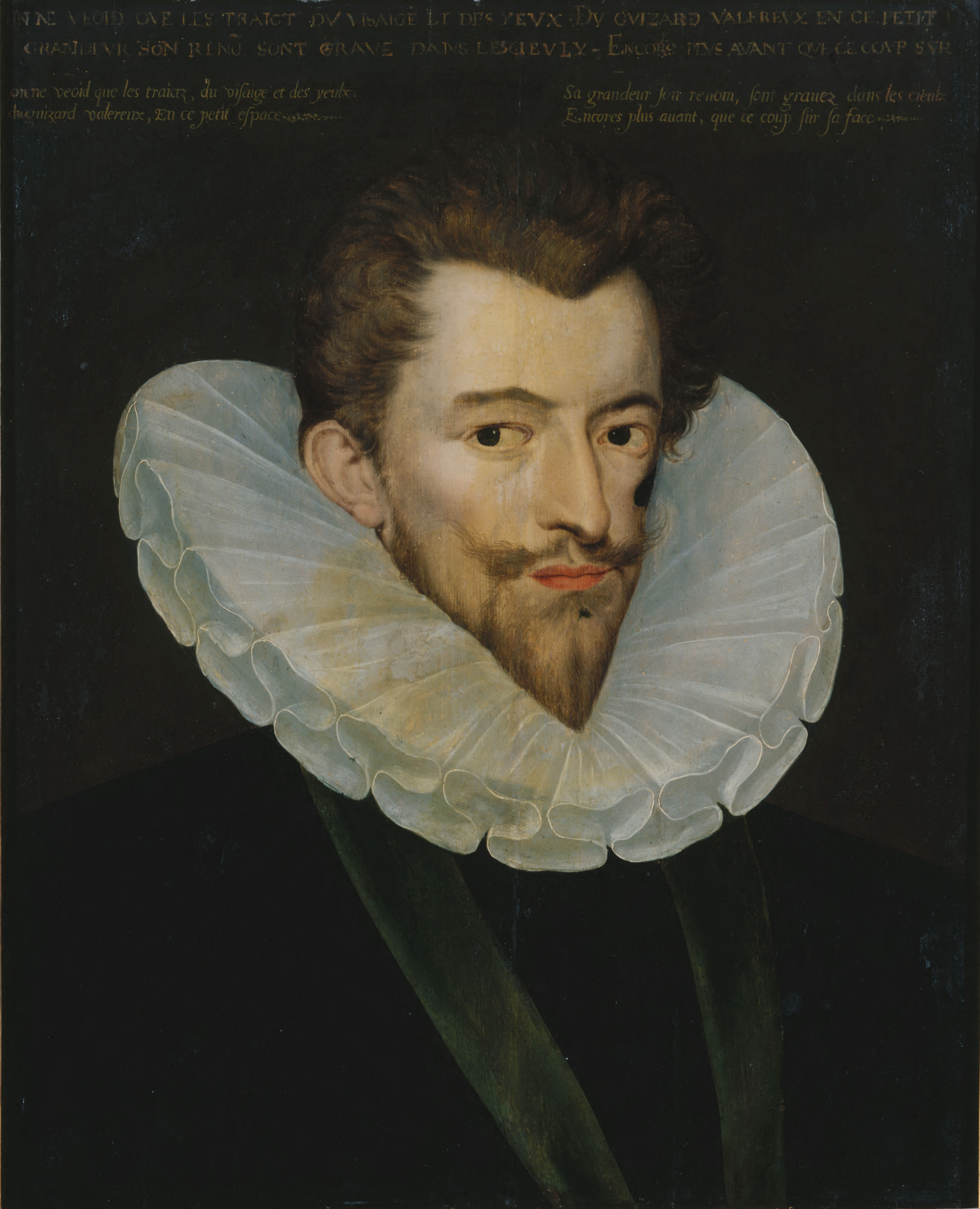
Henrique I, Duque de Guise
Museu Carnavalet - Paris

A causa principal da revolta é a animosidade do povo com relação ao Rei Henrique III, suspeito de querer designar como sucessor seu cunhado, Henrique de Navarra (futuro Rei Henrique IV), casado com sua irmã Margarida não poderia usar esses recursos pois podeira favorecer as barricadas em favor de Valois e um huguenote. A partir desta suspeita, o povo de Paris alinha-se sob o comando do Duque de Guise, chefe da Liga Católica da França. Este, com efeito, apesar da interdição real, havia voltado a Paris. A partir dai, desconfiado, Henrique III faz vir para a capital diversos regimentos da Guarda Suíça e Francesa. Os animos esquentam já que o rei viola assim um privilégio que determina que nenhum exército estrangeiro tem o direito de se fixar em Paris. Além disso, os parisienses passam a temer a prisão de seus chefes católicos.
Em 12 de Maio, barricadas são erguidas nos principais pontos da cidade. É a primeira vez em sua história que a cidade de Paris ergue barricadas o que passa a dar nome a este dia dito « das barricadas » (do têrmo barrica, principal material usado para formá-las). O dia termina com a morte de cerca de sessenta soldados, a vitória do Duque de Guise (que se apossa de Paris) e a fuga do Rei Henrique III para o Castelo de Blois.
A Bastilha rende-se em 13 de Maio.
A partir dai, em posição de poder, Henrique de Guise aproveita-se para fazer Henrique III assinar o Édito da União (pelo qual este último se compromete a jamais concluir « qualquer paz ou trégua com os heréticos ») e fazer-se nomear Chefe Geral dos Exércitos do Reino. O rei convoca os Estados Gerais de 1588-1589 em Blois.